# Søværnet Minerydningskapacitet
Søværnets minerydningskapacitet består af Mine Counter Measures Danmark (MCM DNK), der er en del af 2. Eskadre. MCM DNK har primært til opgave, at være klar til at sikre adgangen gennem stræder og havne i tilfælde af en minetrussel både nationalt og internationalt. Derudover har divisionen til opgave at fjerne gammel ammunition og miner fra de to verdenkrige både i danske og udenlandske farvande. Endelige assisterer MCM DNK også andre danske myndigheder med at lokalisere objekter på havbunden eksempelvis skibsvrag og flydele. MCM DNK er organisatorisk underlagt 2. Eskadre på Flådestation Korsør, men er hjemhørende på Flådestation Frederikshavn.

## Nationale opgaver
Nationalt har MCM DNK primært til opgave, at kunne sikre adgangen gennem stræder og havne i tilfælde af en minetrussel i dansk farvand. Derudover har divisionen til opgave at fjerne gammel ammunition og miner fra de to verdenkrige både i danske farvande. I havet omkring Danmark findes store mængder af ammunition og sprængstof som efterladenskaber fra det 20. århundredes to verdenskrige. Det sker ofte, at ammunition eller sprængstof fanges under fiskeri, findes i forbindelse med bygningsarbejder til søs eller simpelthen driver i land. Ansvarsområdet omfatter de danske farvande fra strandkanten og ud. Det er også søværnets ansvar at uskadeliggøre ammunition og sprængstof, som er drevet i land. Antallet af maritime ammunitionsrydninger i Danmark årligt er ca. 140, hvoraf gassager er ca. 10. I de årligt tilbagevendende sager ryddes hvert år ca. 600.000 kvadratmeter havbund. Endelige assisterer MCM DNK også andre danske myndigheder med at lokalisere objekter på havbunden eksempelvis skibsvrag og flydele.

## Internationale opgaver
Internationalt deltager MCM DNK i Danmarks forsvarssamarbejder i bl.a. NATO-regi. MCM DNK har ved flere lejligheder deltaget i øvelser og løst opgaver med NATO's Mine Countermeasures Group 1 (SNMCMG1), som er NATO's stående minerydningsstyrke. Danmark overtog i januar 2019 kommandoen for NATOs SNMCMG1. I den forbindelse indgår der i Forsvarets samlede bidrag til SNMCMG1 cirka 100 personer. Styrkechefen og hans stab udgør ca. 10 personer. HDMS Thetis' besætning er på ca. 50 personer og den danske minerydningsenhed er 32 personer. Det danske modulære minerydningssystem vil være ombord på flagskibet HDMS Thetis i 2 gange 3 måneder i løbet af 2019 .

## Koncept
MCM DNK består af 32 medarbejdere og er et modulært koncept, der er under forsat udvikling. Konceptet baserer sig på fjernstyrede droner med sonarer, minerydningsskibe med avancerede undervandsrobotter samt container-baserede moduler placeret på enten militære eller civile støtteplatforme. Som den eneste i NATO er Søværnets minerydningskapacitet opbygget med et flytbart kommandomodul, bestående af specielt indrettede 20 fods containere, der kan være placeret enten på land eller på et militært eller civilt skib, og et mindre antal dronefartøjer, som kan fjernstyres fra kommandomodulet. Dronefartøjerne består af 6 fartøjer af MSF-klassen og Holm-klassen, som kan være udrustet med en side-scan sonar, der trækkes efter dronefartøjet.
Minerne findes med en sonar, som et dronefartøj trækker under havoverfladen. Sonarbillederne bliver automatisk sendt til kommandomodulet. Her gennemgås sonarbillederne for at lokalisere eventuelle miner. Ved erkendelse af en mine eller andet interessant objekt, dirigeres et andet dronefartøj hen i nærheden af objektet med en undervandsrobot, der også har et kamera installeret. Hvis det er en mine, bliver den sprængt med en ladning sprængstof fra undervandsrobotten.

## Historisk udvikling
Maritim anvendelse af miner rigtig kom først rigtig i anvendelse under 1. Verdenskrig i 1914-1918, derfor opbyggede man også først minerydningskapacitet i denne periode. I starten prøvede man også at sikre eget skib mod forankrede miner. I Søværnet havde man det i artilleriskibet Peder Skram og mineskibet Lossen. I skibenes stævn var der bygget en bulp, hvorfra 2 wirer trak 2 paravaner, der var indstillet til at gå i en bestemt dybde. I mellemkrigsårene blev der eksperimenteret en del med forskellige slags minestrygningsgrej, både det franske Y-grej og det italienske/engelske OROPESA-grej.
I midten af 1930'erne indså Søværnet dog, at der var brug for egentlige minestrygere, så i tiden 1937-41, byggedes 16 nye minestrygere. 6 stk. M-både, det var ret store dampdrevne stålskibe, der oprindelig var beregnet til at gå med paravanegrej, og 10 stk. små dieseldrevne træbåde. De var beregnet til at gå med let mekanisk grej, YLT-grej.
Under 2. Verdenskrig fra april 1940 og til 29 august 1943 strøg danske minestrygere alle øst-vest gående ruter, samt i indre danske farvand. Tyske minestrygere strøg de nord-syd gående ruter. 29 august 1943 stoppede alt dansk minestrygning. I den resterende del af krigen havde den tyske minestrygningstjeneste ikke ressourcer til at rydde miner i alle indre danske farvande. Antallet af udlagte miner i danske farvande under 2. Verdenskrig var: 6.589 Bundminer og 17.051 forankrede miner.
Fra USA modtog Danmark i 1954-55 8 minestrygere af Bluebird-klassen. De kom her til at hedde Sund-klassen. De var udstyret med tidens mest moderne grej. Det mekanisk grej var OROPESA-grejet, og det det magnetiske var det meget brugte Q2 system. Sund-klassen blev i tjeneste i næsten 40 år og blev brugt side om side med bl.a. Vig-Klassen.